# 贝尔通库尔
贝尔通库尔（法語：Bertoncourt，法語發音：[bɛʁtɔ̃kuʁ]）是法国大東部大區阿登省的一个市镇，属于勒泰勒区。

## 地理
贝尔通库尔（49°32'10"N, 4°24'3"E）面积6.83 平方千米，位于法国大東部大區阿登省，该省份为法国北部内陆省份，西接埃纳省，南至马恩省，东临默兹省，北与比利时接壤。
与贝尔通库尔接壤的市镇（或旧市镇、城区）包括：杜村、诺维-舍夫里耶尔、勒泰勒、索邦。

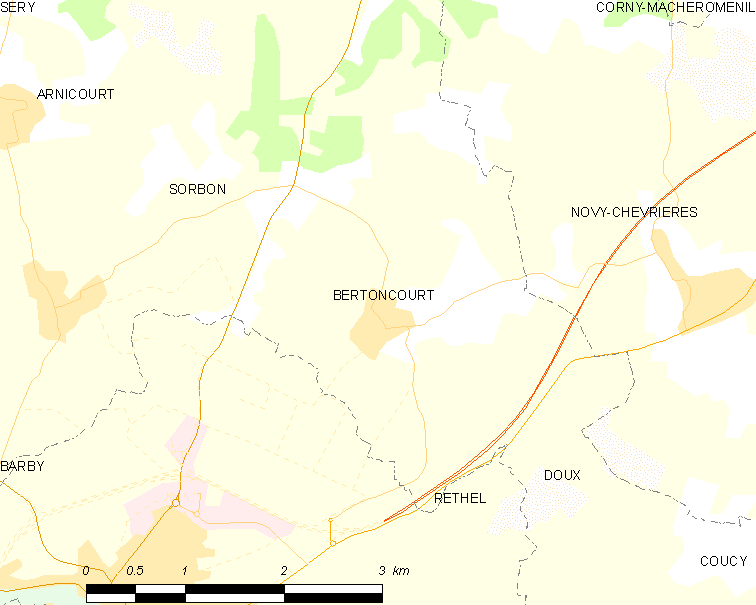
贝尔通库尔的OSM定位图

贝尔通库尔的时区为UTC+01:00、UTC+02:00（夏令时）。

## 行政
贝尔通库尔的邮政编码为08300，INSEE市镇编码为08062。

## 政治
贝尔通库尔所属的省级选区为勒泰勒县。

## 人口

1962-2008年间贝尔通库尔人口变化图示

贝尔通库尔于2022年1月1日时的人口数量为128人。